# Sultanbeyli
Sultanbeyli – miasto w Turcji w prowincji Stambuł.
Według danych na rok 2000 miasto zamieszkiwało 175700 osób.